# نیزه‌ماهی آبی‌رنگ اطلس
نیزه‌ماهی آبی‌رنگ اطلس (نام علمی: Makaira nigricans) نام یک گونه از تیره نیزه‌ماهی است.